# Melomys dollmani
Melomys dollmani är en gnagare i familjen råttdjur som förekommer på östra Nya Guinea. Typexemplaret hittades i Kratkebergen mellan 1200 och 1500 meter över havet.
Exemplaren har samma utseende som Melomys rufescens med en i förhållande till bålen lite kortare svans. Arterna skiljas annars endast genom avvikande genetiska egenskaper.
Arten lever i centrala Papua New Guinea i bergstrakter mellan 1000 och 1800 meter över havet. Den vistas i fuktiga skogar som kan vara ursprungliga eller förändrade. Exemplaren klättrar i träd.
För beståndet är inga hot kända. Hela populationen anses vara stabil. IUCN listar arten som livskraftig (LC).